# Agripino (mestre dos soldados)
Agripino (fl. 451-461) foi um general do Império Romano Ocidental, mestre dos soldados da Gália sob os imperadores Valentiniano III (r. 425–455), Petrônio Máximo (r. 455), Ávito (r. 455–456) e Líbio Severo (r. 461–465).

## Vida

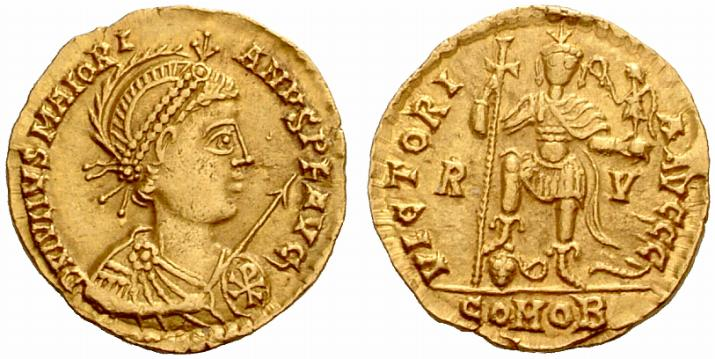
Soldo de Majoriano r.

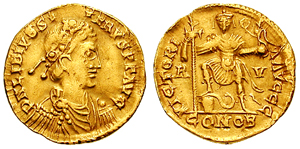
Soldo de Líbio Severo r.

Agripino era nativo da Gália, embora seja incerto a localização precisa de seu nascimento. O historiador Ralph Mathisen afirmou que seus laços atestados concentram-se na porção oriental de Lugdunense, uma vez que "[os] escritores de nenhuma outra área tem algo bom a dizer sobre ele". Ele foi nomeado conde e mestre dos soldado da Gália em 451/452 por Valentiniano III (r. 425–455) com a missão de colocar ordem no país. Logo em seu primeiro ano ocupando o ofício teria sido o destinatário duma carta do bispo Eufrônio de Augustoduno na qual descreve um cometa visto na Páscoa de 451. A Vida de Aniano registra que quando foi ferido, Aniano de Aureliano (atual Orleães) miraculosamente curou-o e ele, em sinal de gratidão, libertou todos os prisioneiros da cidade.
Após a deposição de Ávito (r. 455–456) por Majoriano (r. 456–461) em 456, Majoriano substituiu Agripino por Egídio em 456/457 em sua função de conde; Egídio então acusou seu predecessor de favorecer os bárbaros e de planejar render sua província para eles. Acompanhado por Lupicino, abade do Mosteiro de São Cláudio, Agripino foi enviado para Roma, onde foi julgado e sentenciado à morte sem a possibilidade de apelar ao imperador, o patrício Ricímero, então o grande poder no império, ou o senado.
Segundo a Vida de Lupicino, Agripino apenas evitou a morte ao conseguir escapar da prisão e refugiar-se na Igreja de São Pedro. Mais adiante, foi perdoado pelo imperador, com auxílio do abade, e foi enviado para a Gália "exaltado com honras".[a] Os autores da Prosopografia do Império Romano Tardio sugerem que a Vida de Lupicino faz menção a um período de desgraça sob Majoriano e uma posterior restauração sob Líbio Severo e Ricímero.
Como Egídio não reconheceu a autoridade de Severo, o novo imperador restaurou Agripino como conde (461/462). Uma vez investido com as insígnias do ofício, Agripino cedeu a cidade de Narbona para os visigodos do general Frederico. Este movimento, segundo Hugh Elton e os autores da Prosopografia, fez parte dum plano de Líbio Severo para assegurar a ajuda do rei Teodorico II (r. 453–466) contra Egídio.